# Lanthanosuchoidea
Lanthanosuchoidea es una superfamilia extinta de parareptiles anciromorfos que vivieron entre finales de la época del Cisuraliense a mediados del Guadalupiense (etapas del Artinskiense - Wordiense)  durante el Pérmico, en Europa, Norteamérica y Asia. Fue nombrada por el paleontólogo ruso Ivachnenko en 1980, y abarca a las familias Acleistorhinidae y Lanthanosuchidae.

## Filogenia
Lanthanosuchoidea es un taxón basado en nodos definido en 1997 como "el más reciente ancestro común de Lanthanosuchus, Lanthaniscus y Acleistorhinus". El cladograma mostrado a continuación muestra la topología de un análisis publicado en 2011 por Ruta et al.
|                  | Chalcosaurus rossicus                                                               |
|                  |                                                                                     |
|                  | Lanthaniscus efremovi                                                               |
|                  |                                                                                     |
|                  | Lanthanosuchus watsoni                                                              |
|                  |                                                                                     |
| Acleistorhinidae | \| \| Acleistorhinus pteroticus \| \| \| \| \| \| Colobomycter pholeter \| \| \| \| |
|                  | \| \| Acleistorhinus pteroticus \| \| \| \| \| \| Colobomycter pholeter \| \| \| \| |
|                  | Acleistorhinus pteroticus                                                           |
|                  |                                                                                     |
|                  | Colobomycter pholeter                                                               |
|                  |                                                                                     |

|  | Acleistorhinus pteroticus |
|  |                           |
|  | Colobomycter pholeter     |
|  |                           |

El siguiente cladograma se basa en la topología de un análisis de 2016 realizado por MacDougall et al.
|  | Lanthanosuchus |
|  |                |
|  | Acleistorhinus |
|  |                |

|  | Delorhynchus                                                                   |
|  |                                                                                |
|  | \| \| Colobomycter pholeter \| \| \| \| \| \| Colobomycter vaughni \| \| \| \| |
|  |                                                                                |
|  | Colobomycter pholeter                                                          |
|  |                                                                                |
|  | Colobomycter vaughni                                                           |
|  |                                                                                |

|  | Colobomycter pholeter |
|  |                       |
|  | Colobomycter vaughni  |
|  |                       |

|  | Lanthanosuchus |
|  |                |
|  | Acleistorhinus |
|  |                |

|  | Delorhynchus                                                                   |
|  |                                                                                |
|  | \| \| Colobomycter pholeter \| \| \| \| \| \| Colobomycter vaughni \| \| \| \| |
|  |                                                                                |
|  | Colobomycter pholeter                                                          |
|  |                                                                                |
|  | Colobomycter vaughni                                                           |
|  |                                                                                |

|  | Colobomycter pholeter |
|  |                       |
|  | Colobomycter vaughni  |
|  |                       |

|  | Lanthanosuchus |
|  |                |
|  | Acleistorhinus |
|  |                |

|  | Delorhynchus                                                                   |
|  |                                                                                |
|  | \| \| Colobomycter pholeter \| \| \| \| \| \| Colobomycter vaughni \| \| \| \| |
|  |                                                                                |
|  | Colobomycter pholeter                                                          |
|  |                                                                                |
|  | Colobomycter vaughni                                                           |
|  |                                                                                |

|  | Colobomycter pholeter |
|  |                       |
|  | Colobomycter vaughni  |
|  |                       |

|  | Lanthanosuchus |
|  |                |
|  | Acleistorhinus |
|  |                |

|  | Delorhynchus                                                                   |
|  |                                                                                |
|  | \| \| Colobomycter pholeter \| \| \| \| \| \| Colobomycter vaughni \| \| \| \| |
|  |                                                                                |
|  | Colobomycter pholeter                                                          |
|  |                                                                                |
|  | Colobomycter vaughni                                                           |
|  |                                                                                |

|  | Colobomycter pholeter |
|  |                       |
|  | Colobomycter vaughni  |
|  |                       |